# Капелета-Бори (Савона)
Капелета-Бори је насеље у Италији у округу Савона, региону Лигурија.
Према процени из 2011. у насељу је живело 35 становника. Насеље се налази на надморској висини од 141 м.